# Municipio de Burgess
El municipio de Burgess (en inglés: Burgess Township) es un municipio ubicado en el condado de Bond en el estado estadounidense de Illinois. En el año 2010 tenía una población de 2439 habitantes y una densidad poblacional de 25,24 personas por km².

## Geografía
El municipio de Burgess se encuentra ubicado en las coordenadas 38°47′7″N 89°32′49″O / 38.78528, -89.54694. Según la Oficina del Censo de los Estados Unidos, el municipio tiene una superficie total de 96.63 km², de la cual 96,34 km² corresponden a tierra firme y (0,29 %) 0,28 km² es agua.

## Demografía
Según el censo de 2010, había 2439 personas residiendo en el municipio de Burgess. La densidad de población era de 25,24 hab./km². De los 2439 habitantes, el municipio de Burgess estaba compuesto por el 98,73 % blancos, el 0,29 % eran afroamericanos, el 0,16 % eran amerindios, el 0,12 % eran asiáticos, el 0,08 % eran de otras razas y el 0,62 % eran de una mezcla de razas. Del total de la población el 1,03 % eran hispanos o latinos de cualquier raza.